# Филага (Палермо)
Филага је насеље у Италији у округу Палермо, региону Сицилија.
Према процени из 2011. у насељу је живело 220 становника. Насеље се налази на надморској висини од 834 м.